# Hans Bronsart von Schellendorff
Répertoire
Concerto pour piano nº 2 de Liszt
Hans Bronsart von Schellendorff (né à Berlin le 11 février 1830, décédé à Munich le 3 novembre 1913) est un compositeur, chef d'orchestre et pianiste prussien.

## Biographie
Fils du général Heinrich Bronsart von Schellendorff, Bronsart von Schellendorff est né au sein d'une famille de militaires prussiens. Ses frères Paul et Walther sont devenus généraux et ministres prussiens de la Guerre. Il a fait ses études à l'Université de Berlin. Il a appris le piano avec Adolph Jullack. Il est allé à Weimar en 1853 où il a rencontré Liszt et été introduit dans le cercle des musiciens amis de Liszt, dont Hector Berlioz et Johannes Brahms. On peut mesurer la proximité de ses relations avec Liszt au fait que c'est lui qui a joué la partie solo lors de la première exécution  à Weimar du second concerto pour piano de Liszt, sous la direction du compositeur. Lorsque le concerto a été publié, Liszt l'a dédié à Bronsart. Bronsart von Schellendorff a entrepris des tournées de concerts qui l'ont conduit à Paris et Saint-Pétersbourg. Après avoir travaillé plusieurs années avec Liszt, il est devenu chef d'orchestre à Leipzig et Berlin, puis a occupé le poste de directeur général du théâtre royal à Hanovre de 1867 à 1887. Il a ensuite occupé un poste équivalent à Weimar de 1887 jusqu'à sa retraite en 1895. Ses dernières années se sont écoulées à Rottach-Egern, Pertisau et Munich. En tant que membre de la Société des musiciens allemands (de), qu'il a présidé de 1888 à 1898, Bronsart a maintenu un équilibre entre la nouvelle école allemande et les représentants du courant conservateur.
Il a rencontré à Weimar sa seconde femme, Ingeborg Bronsart von Schellendorf (née Ingeborg Lena Starck) (1840-1913), pianiste élève de Liszt et également compositrice. Ils se sont mariés en 1861.

## Œuvres
Les œuvres de Bronsart von Schellendorff comprennent :
- Concerto pour piano en fa dièse mineur, opus 10,
- Symphonie no 1 In die Alpen pour chœur et orchestre (perdue)
- Symphonie no 2 Schicksalsgewalten (perdue)
- Fruhlings-Fantasie pour orchestre
- Manfred, poème symphonique pour chœur et orchestre
- Cantate Christnacht
- Opéra Der Corsar
- Sextuor à cordes
- Trio avec piano en sol mineur, opus 1 (1856)

## Discographie
- Concerto pour piano, op. 10, avec Concerto pour piano, op. 9 d’Anton Urspruch, CD Hyperion, piano Emmanuel Despax, BBC Scottish Symphony, dir. Eugene Tzigane, collectif « Le piano romantique », vol. 77.